# Profesor oświaty
Profesor oświaty (prof. oświaty) – tytuł honorowy nauczycieli w Polsce, nadawany nauczycielowi dyplomowanemu o znaczącym dorobku dydaktycznym, naukowym lub organizatorskim przez ministra właściwego do spraw oświaty i wychowania.
Zgodnie z art. 9i ust. 1 i 2 ustawy z 26 stycznia 1982 – Karta Nauczyciela (Dz.U. z 2024 r. poz. 986) kandydatem do tytułu może być wyłącznie czynny zawodowo nauczyciel dyplomowany, który prezentuje znaczący i uznany dorobek. Może on być wykazany w obszarach działalności dydaktycznej, naukowej i organizatorskiej (zarządczej). Ponadto kandydat musi posiadać co najmniej 20-letni staż pracy w zawodzie nauczyciela, w tym 10-letni ze stopniem nauczyciela dyplomowanego. Tytuł nadawany jest przez Ministra Edukacji i Nauki na wniosek Kapituły do spraw Profesorów Oświaty. Wnioski do Kapituły składane są przez organ sprawujący nadzór pedagogiczny, tj. właściwe terenowo kuratorium oświaty.